# NGC 528
NGC 528 ist eine linsenförmige Galaxie im Sternbild Andromeda. Sie ist schätzungsweise 217 Millionen Lichtjahre von der Milchstraße entfernt. Das Objekt wurde am 22. August 1865 von dem deutsch-dänischen Astronomen Heinrich Ludwig d’Arrest entdeckt.